# Portsmouth LFC
Portsmouth LFC är en engelsk damfotbollsklubb från Portsmouth, Hampshire, England.